# Filesystem Hierarchy Standard
Der Filesystem Hierarchy Standard (FHS) ist eine Richtlinie für die Verzeichnisstruktur unter Unix-ähnlichen Betriebssystemen.
Der Standard richtet sich an Softwareentwickler, Systemintegratoren und Systemadministratoren. Er soll die Interoperabilität von Computerprogrammen fördern, indem er die Lage von Verzeichnissen und Dateien vorhersehbar macht.
Die Entwicklung dieser Richtlinie begann im August 1993 und war zunächst nur auf Linux bezogen. Zwischenzeitlich trugen einige Entwickler von FreeBSD dazu bei, einen umfassenden Standard für alle Unix-ähnlichen Systeme zu schaffen. Diese Zusammenarbeit wurde im Mai 2011 offiziell eingestellt, nachdem die Linux Foundation das Projekt übernommen hatte. Derzeit wird dieser Standard nur von Linux-Distributionen verwendet. Die erste Dokumentation solcher Hierarchie erschien in AT&T UNIX Version 7.
Seit etwa 2011 führen verschiedene, große Distributionen den so genannten Usrmerge (/usr-Merge) durch, welcher mit dem FHS formal per symbolischer Verknüpfung vereinbar ist. Dadurch wird zwar die Systematik des FHS nicht vollständig beibehalten, die Kompatibilität zu bestehenden Programmen ist damit aber weiterhin gewährleistet.

## Dateikategorien
Der FHS unterscheidet Dateien unter zwei Aspekten:
- „static“ oder „variable“

Als „static“ gelten jene Dateien, die sich ohne den Eingriff eines Systemadministrators nicht ändern. Alle anderen Dateien werden als „variable“ betrachtet.
- „shareable“ oder „unshareable“

Als „shareable“ gelten jene Dateien, die über ein Rechnernetz von anderen Computern genutzt werden können. Alle anderen Dateien werden als „unshareable“ betrachtet.
Aus diesen beiden Aspekten ergeben sich vier Kategorien von Dateien:
- „static shareable“
- „static unshareable“
- „variable shareable“
- „variable unshareable“

Um Datensicherungen und Bereitstellungen im Rechnernetz effizienter zu gestalten, sieht der FHS vor, keine Dateien unterschiedlicher Kategorie im selben Verzeichnis zu speichern. Historisch gab es diese Trennung nicht.

## Stammverzeichnis
Das Volume, meist in Form einer Partition, des Stammverzeichnisses muss all jene Dateien enthalten, die zum Hochfahren des Betriebssystems und zum Einbinden weiterer Partitionen notwendig sind. Um ein System reparieren zu können, muss sie auch die dazu notwendigen Hilfsmittel enthalten.
Um die Flexibilität und Zuverlässigkeit zu erhöhen, empfiehlt der FHS, Teile der Verzeichnisstruktur in anderen Partitionen anzulegen. Zusätzliche Partitionen sind unter Unix und ähnlichen Betriebssystemen transparent.

## Hauptverzeichnisse
14 Verzeichnisse oder symbolische Verknüpfungen auf Verzeichnisse werden im Stammverzeichnis verlangt:
| /bin   | Binärdateien grundlegender Befehle                     | historisch: „utility programs“ (Dienstprogramme wie Assembler und Compiler)                                                                |
| /boot  | statische Dateien des Bootloaders                      | historisch: – |
| /dev   | Gerätedateien                                          | historisch: „devices“ (Geräte wie Festplatten und Systemkonsole)                                                                           |
| /etc   | Host-spezifische Systemkonfiguration                   | historisch: „essential data and dangerous maintenance utilities“ (essenzielle Daten und gefährliche Wartungsprogramme wie init und passwd) |
| /lib   | grundlegende dynamische Bibliotheken und Kernel-Module | historisch: „object libraries and other stuff“ (Objektbibliotheken und anderes Material)                                                   |
| /media | Einhängepunkt für Wechseldatenträger                   | historisch: – |
| /mnt   | für temporär eingehängtes Dateisystem                  | historisch: – |
| /opt   | zusätzliche Anwendungsprogramme                        | historisch: – |
| /run   | für laufende Prozesse relevante Daten                  | historisch: – |
| /sbin  | essenzielle Binärdateien des Systems                   | historisch: – |
| /srv   | Daten für Dienste                                      | historisch: – |
| /tmp   | temporäre Dateien                                      | historisch: „temporary files“ (temporäre Dateien, üblicherweise auf schnellem Gerät)                                                       |
| /usr   | sekundäre Hierarchie                                   | historisch: „general-purpose directory“ (Universalverzeichnis, üblicherweise Einhängepunkt eines weiteren Dateisystems)                    |
| /var   | variable Daten                                         | historisch: – |

Die Verzeichnisse /opt, /usr und /var sind so konzipiert, dass sie nicht in der Partition des Stammverzeichnisses liegen müssen.
Zusätzliche Verzeichnisse sind erforderlich, wenn entsprechende Untersysteme installiert sind:
| /home | Benutzerverzeichnisse: Verzeichnisse der Benutzer |
| /root | Benutzerverzeichnis des Root-Kontos |
| /lib… | alternative dynamische Bibliotheken, beispielsweise /lib32 und /lib64 für Multilib-Systeme (Bibliotheken für sowohl einen 32-Bit- als auch einen 64-Bit-Betriebsmodus) |

Andere Verzeichnisse sollen im Stammverzeichnis nicht angelegt werden. Anwendungsprogramme sollen keine Dateien im Stammverzeichnis fordern oder anlegen.

### /bin – grundlegende Systembefehle (für alle Benutzer)
/bin enthält alle Befehle, die sowohl vom Administrator als auch vom Benutzer aufgerufen werden können und auch dann benötigt werden, wenn keine anderen Dateisysteme eingehängt (auch: „gemountet“ von englisch mounted) sind, zum Beispiel im Single User Mode. Darüber hinaus können auch Skripte, die solche Befehle verwenden, dort abgelegt werden.
Das Verzeichnis /bin darf keine Unterverzeichnisse enthalten. Folgende Programme oder symbolische Links auf die Unix-Kommandos werden in /bin mindestens benötigt:
- cat: Dateien aneinanderhängen (englisch concatenate) und zur Standardausgabe (stdout) schreiben
- chgrp: Ändern der Gruppenzugehörigkeit (change group)
- chmod: Ändern der Dateizugriffsrechte (change mode)
- chown: Ändern von Besitzer und Gruppenzugehörigkeit (change ownership)
- cp: Kopieren von Dateien oder Verzeichnissen (copy)
- date: Zeigen oder Setzen von Systemdatum und Systemzeit
- dd: Konvertieren oder Kopieren von Daten (dump data)
- df: Zeigen des freien Festplattenplatzes (disk freespace)
- dmesg: Zeigen oder Konfigurieren des Ringpuffers des Kernels (display messages)
- echo: Wiedergeben einer Textzeile
- false: Erzeugen eines Fehlerstatuscodes
- hostname: Zeigen oder Setzen des aktuellen Rechnernamens
- kill: Beenden eines Prozesses
- ln: Setzen von Verknüpfungen zwischen Dateien (link)
- login: Benutzeridentität prüfen und Bedienoberfläche starten
- ls: Verzeichnisinhalt zeigen (list)
- mkdir: Erstellen eines Verzeichnisses (make directory)
- mknod: Erstellen spezieller Gerätedateien (make node)
- more: Daten seitenweise blätternd zeigen
- mount: Einhängen von Dateisystemen
- mv: Verschieben oder Umbenennen von Dateien (move)
- ps: Prozessstatus zeigen (process status)
- pwd: Zeigen des Namens des aktuellen Verzeichnisses (print working directory)
- rm: Löschen von Dateien oder Verzeichnissen (remove)
- rmdir: Löschen leerer Verzeichnisse (remove directory)
- sed: Editieren von Daten ohne Interaktion (stream editor)
- sh: Unix-Shell (Kommandozeileninterpreter, shell). Falls sh nicht die originale Bourne-Shell ist, muss sh ein Hard- oder Softlink auf die eingesetzte Shell sein.
- stty: Zeigen oder Setzen von Einstellungen eines Datenendgerätes (set teletyper)
- su: startet eine Bedienoberfläche mit neuer Benutzeridentität (substitute user)
- sync: Schreiben der Inhalte von Datenpuffern auf den Datenträger (synchronize)
- true: Erzeugen eines Erfolgsstatuscodes
- umount: Aushängen von Dateisystemen (unmount)
- uname: Zeigen diverser Systeminformationen (UNIX name)

Falls benötigt, müssen die folgenden Kommandos (oder auf sie verweisende Verknüpfungen) ebenfalls im /bin-Verzeichnis installiert sein:
- csh: C-ähnlicher Kommandozeileninterpreter (c-like shell)
- ed: Editieren von Text (edit)
- tar: Verwalten von Dateiarchiven (tape archiver)
- cpio: Kopieren von Dateien in oder aus Archive(n) (copy input/output)
- gzip: Komprimieren von Daten (GNU zip)
- gunzip: Dekomprimieren von Daten (meist als Verknüpfung zu gzip)
- zcat: Dekomprimieren und zeigen von Daten (zipped concatenation)
- netstat: Zeigen von Netzwerkstatusinformationen (network status)
- ping: Senden und Empfangen von Datenpaketen per ICMP

Alle weiteren Kommandos, die zur Wiederherstellung benötigt werden, wie beispielsweise ftp, tftp oder diverse Archivierungsprogramme, haben hier ebenfalls ihren Platz.

### /boot – statische Dateien des Bootloaders
Dieses Verzeichnis enthält alle vom Bootloader für den Bootvorgang benötigten Dateien. Es kann u. U. auch (weitere) gespeicherte Master Boot Records enthalten, da in diesen Startprogramme für weitere Betriebssysteme enthalten sein können (englisch Master Boot Code). Auch Betriebssystem-Kernel können in diesem Verzeichnis abgelegt sein.

### /dev – Gerätedateien
Das Verzeichnis /dev beinhaltet Spezial-Dateien (special files) oder Gerätedateien (device files). Manche der Gerätedateien müssen manuell angelegt werden. In diesem Fall muss das Verzeichnis den Befehl MAKEDEV bzw. MAKEDEV.local enthalten, der diese Gerätedateien anhand der vorhandenen Hardware anlegen kann.

Erwähnenswert sind /dev/null, in der geschrieben werden kann, aber alles verworfen wird, /dev/zero, aus der Nullbytes in beliebiger Menge gelesen werden können, und /dev/random (bzw. /dev/urandom), welche als Hardware-Zufallsgenerator dient.
udev hat seit Kernel 2.6 devfs abgelöst und sorgt nun mittels Konfigurationsdateien (standardmäßig in /etc/udev) im Userspace für die automatische Erstellung der Devices in /dev.

### /etc – spezifische Konfigurationsdateien
/etc stand ursprünglich für „alles übrige“ (lat. et cetera). Es hat sich dann aber als Konfigurationsverzeichnis etabliert und wird daher auch häufig als „editable text configuration“ interpretiert. Im Bezug auf bzw. im Unterschied zu Daten in /var und /run kann es auch als „persistant system config data“ gesehen werden. Das Verzeichnis /etc und seine Unterverzeichnisse enthalten jede Art von Konfigurationsdateien. Diese Dateien müssen statische Dateien sein (s. o.). In diesem Verzeichnis dürfen sich keine Binärdateien befinden.
Folgende Unterverzeichnisse können u. a. in /etc vorhanden sein:
/etc/opt
Konfiguration für Programme in /opt: Systemspezifische Konfigurationsdateien für zusätzlich installierte Softwarepakete müssen in diesem Verzeichnis in entsprechenden Unterverzeichnissen installiert werden (/etc/opt/<unterverzeichnis>). Eine Regelung, wie das Verzeichnis /etc/opt aufgeteilt ist, existiert nicht.
/etc/X11
Konfiguration des X Window Systems, optional: In diesem Verzeichnis werden alle Konfigurationsdateien des X11-Systems abgelegt. Das Verzeichnis beheimatet insbesondere die Dateien Xconfig, xorg.conf und Xmodmap (soweit vorhanden). Wenn ein Window Manager mehr als eine Konfigurationsdatei besitzt, kann dafür ein eigenes Unterverzeichnis angelegt werden, sonst wird die Konfigurationsdatei direkt im Verzeichnis /etc/X11 mit dem Dateinamen <WindowManager>.wmrc abgespeichert.
/etc/sgml
Konfiguration für SGML, optional: In diesem Verzeichnis speichern SGML-Systeme (soweit vorhanden) grundlegende Konfigurationen ab. Dateien mit der Endung .conf bezeichnen herkömmliche Konfigurationsdateien, Dateien mit der Endung .cat stellen spezielle DTD-Kataloge mit Verweisen auf andere Kataloge bereit.
/etc/xml
Konfiguration für XML, optional: In diesem Verzeichnis werden Grundeinstellungen von evtl. vorhandenen XML-Systemen installiert. Konfigurationsdateien haben die Dateiendung .conf, ein DTD-Katalog befindet sich in der Datei catalog.
/etc/mc
Konfiguration für Midnight Commander, optional
/etc/network
Enthält bei Debian-Systemen jene Konfigurationsdateien, die das Netzwerk betreffen
Allgemein liegen Konfigurationen einzelner Dienste unter /etc/<dienst>/ und/oder /etc/<dienst>.conf (der LDAP unter dem Debian-Derivat Ubuntu macht z. B. ohne eindeutige Dateibenennung beides). Bei Daemons fehlt oft dann das abschließende d, der NTP-Server z. B. hat den Prozess ntpd, aber die Konfigurationsdatei /etc/ntp.conf.
Folgende Konfigurationsdateien gehören auf jeden Fall (soweit vorhanden) in /etc:
csh.login
systemweite Initialisierungsdatei für den C-ähnlichen Befehlsinterpreter
exports
Zugriffsrechte für NFS-Freigaben
fstab
Tabelle mit statischen Informationen zu einhängbaren Dateisystemen
ftpusers
enthält die Namen der vom ftp-Aufruf auszuschließenden Benutzer
gateways
statische Informationen zu den im Netzwerk verfügbaren Gateways
gettydefs
Parameter zur Übertragungsgeschwindigkeit und sonstigen Einstellungen der Terminals
group
zeilenweise Informationen zu den eingetragenen Benutzergruppen
host.conf
Konfigurationsdaten zur Namensauflösung
hosts
statische Informationen zur Zuordnung von Rechnernamen zu IP-Adressen
hosts.allow
Zugriffsberechtigungen für den TCP-Wrapper tcpd
hosts.deny
Ausschlusskriterien für den TCP-Wrapper tcpd
hosts.equiv
zugelassene Rechner für rlogin, rsh, rcp
hosts.lpd
zugelassene Rechner für den Druckdienst lpd
inetd.conf
Konfigurationsdatei für den Internet-Superserver inetd
inittab
Konfigurationsdatei für den Initialisierungsprozess init
issue
Systemidentifikationsdatei zur Ausgabe von Informationen vor dem Anmeldevorgang
issue.net
Systemidentifikationsdatei zur Ausgabe von Informationen vor dem Anmeldevorgang über das Netzwerk (zum Beispiel telnet)
ld.so.conf
Liste von Verzeichnissen mit dynamisch einzubindenden Bibliotheken
motd
Mitteilung des Tages zur Ausgabe nach dem Anmeldevorgang (message of the day)
mtab
dynamisch erzeugte Informationen zu den eingehängten Dateisystemen
mtools.conf
Konfigurationsdatei für mtools
dem Befehl zur Bearbeitung von MS-DOS-Dateisystemen
networks
statische Informationen zu den verfügbaren Netzwerken
passwd
Enthält den Benutzernamen, Beschreibung des Benutzers, Gruppen-ID, Benutzer-ID, das Heimat-Verzeichnis und das Login-Kommando (meist eine Shell). Früher enthielt diese Datei auch das Benutzerkennwort. Dieses ist jetzt in /etc/shadow gespeichert.
printcap
Konfigurationsdatei für den Druckdienst lpd
profile
systemweite Konfigurationsdatei für den Anmeldevorgang mittels sh
protocols
Liste der IP-Protokollkennungen und -nummern
resolv.conf
Konfigurationsdatei für die Namensauflösung
rpc
Liste der RPC-Protokollkennungen
securetty
Zugangsberechtigungen für entfernte Anmeldevorgänge
services
Liste der Portkennungen für einzelne Dienste
shadow
verschlüsselte Kennwörter der Benutzer sowie die Dauer der Gültigkeit
shells
vollständige Namen der zulässigen Befehlsinterpreter
syslog.conf
Konfigurationsdatei für den Systemprotokollservice syslogd

### /home – Benutzerverzeichnisse, optional
Diese Verzeichnisstruktur dient zur Aufnahme der benutzerspezifischen Daten der einzelnen Benutzer des Systems. Der FHS führt dieses Verzeichnis als optional auf, da Unix-Systeme prinzipiell auch ohne Benutzer möglich sind (beispielsweise Server). Alle Benutzer-spezifischen Konfigurationsdateien werden in versteckten Dateien und Verzeichnissen (die einen Punkt als erstes Zeichen des Dateinamens besitzen) unter dem Benutzerverzeichnis /home/$USER/ abgelegt. Diese versteckten Dateien und Verzeichnisse im Benutzerverzeichnis werden oft auch „dot files“ genannt.

### /lib – Kernel-Module und dynamische Bibliotheken
Das Verzeichnis /lib beinhaltet die installierten dynamischen Bibliotheken und Kernel-Module, die zum Starten des Systems und für die Programme in /bin und /sbin benötigt werden. Hier befindet sich auch die dynamische C-Standard-Bibliothek libc.so.* und die Linker-Bibliothek ld*. Das Unterverzeichnis modules beinhaltet die oben genannten Kernel-Module, falls diese installiert sind.

### /lib<nr>– Alternative Kernel-Module und dynamische Bibliotheken
Manche Systeme unterstützen mehrere Binärformate (für unterschiedliche Prozessorarchitekturen bzw. Betriebsmodi), für die jeweils eigene Versionen derselben Bibliothek vorhanden sind. Dann gibt es beispielsweise /lib32 und /lib64 für die beiden Betriebsmodi (32-Bit und 64-Bit) des jeweiligen Prozessors, beispielsweise bei PowerPC und x86.

### /media – Einhängepunkte für Wechseldatenträger
Die einzelnen Unterverzeichnisse in /media dienen als Einhängepunkt für jede Art von Wechseldatenträger. Früher wurden Wechseldatenträger entweder direkt im Wurzelverzeichnis oder im Verzeichnis /mnt gemountet. Zur Verschlankung des Wurzelverzeichnisses wurden die Verzeichnisse in den Ordner /media verschoben. Der Standard sieht folgende Unterverzeichnisse jeweils optional vor:
/media/floppy
Diskette
/media/cdrom
Speichermedium eines optischen Laufwerks (Nur-Lese-Speicher), z. B. eine CD-ROM
/media/cdrecorder
Speichermedium eines Brenners
/media/zip
Zip-Diskette
Falls ein Gerät mehrmals vorhanden ist, wird das Anhängen einer Ziffer an den Gerätetyp vorgeschlagen.

### /mnt – temporäre Einhängepunkte für Dateisysteme
Das Verzeichnis dient zum kurzzeitigen Einhängen von Fremd-Dateisystemen aller Art. Installationsprogrammen ist die Verwendung des Verzeichnisses /mnt für temporäre Dateien ausdrücklich untersagt.
Traditionell war unter Linux lange das /mnt-Verzeichnis nicht direkt als Einhängepunkt (englisch mount point) für ein einzelnes einzuhängendes Dateisystem verwendet worden, sondern wie /media, indem es Unterverzeichnisse gab, etwa /mnt/floppy und /mnt/cdrom. Verschiedene Linux-Distributionen haben das jedoch unterschiedlich gehandhabt, so wurde teilweise auch direkt unterhalb im Stammverzeichnis etwa /cdrom genutzt. Mit der Einführung von /media wurde das /mnt-Verzeichnis „frei“ für die direkte Nutzung, obwohl viele Linux-Distributionen und -Anwender weiterhin auch /mnt mit Unterverzeichnissen für diverse eingehängte/einzuhängende (in /etc/fstab definierte) Dateisysteme nutzen. Die Unterscheidung ist oft, dass /media automatisch vom System genutzt wird, /mnt hingegen manuell vom Systemadministrator. Hinzu kommt, dass viele Linux-Distributionen vom Benutzer eingehängte Speichermedien unter /run einbinden, entweder /run/media oder /run/mount, was mit der Vergabe der Zugriffsrechte (Unix-Dateirechte und ACLs) zu tun hat.

### /opt – zusätzliche Softwarepakete
Das Verzeichnis ist für sämtliche optionale, d. h. zusätzlich installierte Software vorgesehen, welche nicht aus zur Distribution gehörenden Paketquellen stammen. Die Pakete müssen in einem Unterverzeichnis mit Namen /opt/<paket> oder /opt/<hersteller> installiert werden, wobei <paket> ein beschreibender Paketname ist und <hersteller> der bei der LANANA registrierte Name des Herstellers ist. Die Unterverzeichnisse /opt/bin, /opt/doc, /opt/include, /opt/info, /opt/lib, und /opt/man sind für den lokalen Systemadministrator reserviert. Binärdateien von Softwarepaketen finden sich normalerweise ausschließlich in /opt/<paket>/bin.

### /root – Benutzerverzeichnis für Benutzer root, optional
Das Verzeichnis kann das Benutzerverzeichnis für den Benutzer root bilden. Dieses Verzeichnis ist nur eine Empfehlung des FHS.

### /run-Verzeichnis
/run wird auch vom FHS verlangt und enthält „run-time variable data“ (auch „volatile runtime data“, im Speziellen in Bezug auf bzw. im Unterschied zu /var). Es ist als tmpfs ein Pseudo-Dateisystem und ersetzte das für diesen Zweck zuvor verwendete /var/run, das als Symlink (oder bind mount) auf /run erhalten blieb. /var/lock wurde eine symbolische Verknüpfung auf /run/lock. Die Änderung wurde im März 2011 zuerst für die Linux-Distribution Fedora Version 15 („F15“) verkündet. Mit der Änderung wurde u. a. das Problem gelöst, dass beim Bootvorgang /var/run unter bestimmten Umständen noch nicht verfügbar war, aber zum Booten benötigt wurde.

### /sbin – wichtige Systembefehle
Das Verzeichnis beinhaltet Befehle für die Systemadministration und andere Aufgaben, die nur der Benutzer root ausführen darf. Dies sind im Wesentlichen alle Befehle, die auch im Verzeichnis /bin hätten abgelegt werden können, aber z. B. aus Speicherplatzgründen nicht dort liegen. Programme, die in /sbin erwartet werden: shutdown, fastboot, fasthalt, fdisk, fsck, fsck.*, getty, halt, ifconfig, init, mkfs, mkfs.*, mkswap, reboot, route, swapon, swapoff, update.
Historische Bedeutung war „statically linked binaries“ und enthielt in frühen Systemen alle Befehle, die für den Systemstart erforderlich waren, zu einem Zeitpunkt, wo die üblicherweise eingehängten Dateisysteme (z. B. /usr, /lib) noch nicht verfügbar waren, da deren Einhängen Teil des Bootprozesses war (insbesondere alle Formen von mount.*). Im Zuge der rasant größer werdenden Speichermedien wurde immer häufiger auf eine separate Partition /usr verzichtet (heutzutage Standard) und die Bedeutung wechselte allmählich zu „system binaries“.

### /srv – Daten, die von Diensten angeboten werden
In diesem Verzeichnis sollen die Daten zu angebotenen Diensten abgelegt werden. Momentan gibt es noch keine Vorschriften darüber, wie die Verzeichnisstruktur in /srv auszusehen hat. Eine vorgeschlagene Möglichkeit ist die Benennung der Unterverzeichnisse nach dem Dienst, also z. B. www, ftp, mysql usw. Eine andere Möglichkeit ist die Ordnung nach Verwaltungseinheiten wie beispielsweise Fachschaften an Universitäten. Dieses wird momentan nur von SuSE und Arch Linux so gemacht. So existiert beispielsweise unter Debian das Verzeichnis /var/www, hingegen wird bei SuSE /srv/www und bei Arch /srv/http verwendet.

### /tmp – temporäre Dateien
Dieses Verzeichnis muss vorhanden sein, weil es Programme gibt, die ihre temporären Dateien in diesem Verzeichnis ablegen. Im FHS wurde dieses Verzeichnis vor allem auch wegen seiner historischen Bedeutung aufgenommen. Das Verzeichnis ist für alle Benutzer zum Schreiben freigegeben und muss ein Sticky Bit haben.

### /usr-Verzeichnisstruktur
/usr (wohl ursprünglich für englisch user, oder in einer späteren Deutung für Unix System Resources) ist die zweite wichtige Ebene des Dateisystems. Dieser Bereich kann von mehreren Rechnern gemeinsam verwendet werden (shareable) und enthält dementsprechend keine vom lokalen Rechner abhängigen oder zeitlich variable Inhalte. Diese werden an anderen Stellen des Dateisystems hinterlegt.
Folgende Verzeichnisse müssen in /usr vorhanden sein:
/usr/bin
viele Benutzerbefehle
Dies ist das primäre Verzeichnis für ausführbare Dateien des Systems.
/usr/include
Header-Dateien, werden durch Programme eingebunden
Die Header-Dateien enthalten die verschiedenen Include-Dateien mit Prototypdefinitionen.
/usr/lib
Bibliotheken
Modularer Programmcode, welcher von verschiedenen Programmen geteilt wird.
/usr/local
distributionsunabhängige lokale Hierarchie. Hier kann und soll die lokale Systemadministration Programme und Daten ablegen, die von der entsprechenden Distribution des jeweiligen Systems unabhängig installiert worden sind, wie etwa selbstkompilierte oder unabhängig von der Distribution heruntergeladene Programme und Dateien. Den Installationsmechanismen der betreffenden Distribution ist es ausdrücklich untersagt, diese Verzeichnisstruktur zu berühren. Die Gestaltung der internen Struktur von /usr/local obliegt der lokalen Systemadministration und ist vom FHS nicht vorgegeben.
/usr/sbin
weitere, nicht zwingend erforderliche Systembefehle
Diese Systembefehle werden von dem Administrator im Gegensatz zu /sbin nicht während des Bootvorganges verwendet.
/usr/share (von der Architektur unabhängige Daten)
Darüber hinaus können optional die nachfolgenden Verzeichnisse existieren:
/usr/X11R6
X Window System, Version 11 Release 6
/usr/games
Spiele
/usr/lib<nr>
alternative Versionen dynamischer Bibliotheken
/usr/src
Quellcode
Zur Wahrung der Kompatibilität mit älteren Systemen können symbolische Links für folgende Verzeichnisse angelegt sein:
- /usr/spool → /var/spool
- /usr/tmp → /var/tmp
- /usr/spool/locks → /var/lock

### /var-Verzeichnisstruktur
Das /var-Verzeichnis (englisch variable) enthält variable Daten (variable data files oder persistent runtime data, im Gegensatz zu /run), welche im Zuge der Abarbeitung entstehen.
Die folgenden Verzeichnisse, oder symbolische Verknüpfungen zu Verzeichnissen, werden in /var erwartet:
/var/cache
von Anwendungsprogrammen zwischengespeicherte Daten
/var/lib
variable Statusinformationen
/var/lock
Verzeichnis für Lock-Dateien zur Prozesssynchronisation
/var/log
Verzeichnis für Logdateien
/var/opt
variable Daten im Zusammenhang mit /opt
/var/run
Daten, welche für laufende Prozesse Bedeutung haben; das Verzeichnis besteht, um Kompatibilität mit Systemen und Software zu gewährleisten, die eine ältere Version der FHS-Spezifikation verwenden, und kann als symbolische Verknüpfung oder bind mount auf /run implementiert werden
/var/spool
Verzeichnis für abzuarbeitende Warteschlangen (Druckaufträge, E-Mail-Versandaufträge …)
/var/tmp
temporäre Dateien, die über einen Neustart hinweg erhalten bleiben
Aus „historischen“ Gründen existieren noch bei Bedarf die folgenden Verzeichnisse:
- /var/backups
- /var/cron (heutzutage unter /var/spool/cron zu finden)
- /var/msgs
- /var/preserve

Falls die entsprechenden Anwendungen installiert sind, werden noch folgende Verzeichnisse verwendet:
/var/account
Prozessabrechnungsdaten
/var/crash
Systemdumps bei Rechnerabstürzen
/var/games
variable Spieldaten
/var/mail
Benutzerpostfachdateien (oft als Symlink zu /var/spool/mail)
/var/yp
Datenbankdateien des Network Information Service

## Usrmerge
Bei der meist mit „Usrmerge“ (für „/usr merge“) oder „merged-usr“ bezeichneten Vereinigung der Verzeichnisse /bin, /sbin und /lib sowie gegebenenfalls /lib32 oder /lib64 bei Multilib-Systemen mit ihren jeweiligen Gegenstücken unter /usr geht die strikte formale Trennung dieser Verzeichnisse gemäß FHS zwar verloren, solange die Verzeichnisse symlinks aufeinander sind, bleibt die Kompatibilität zum FHS allerdings weiterhin bestehen. Dieser „merge“ (dt. für „Vereinigung [der Verzeichnisse]“) wurde von fast allen großen Linux-Distributionen in den 2010er-Jahren durchgeführt. Ob die entsprechenden Dateien nach der Umstellung im relevanten Unterverzeichnis unterhalb von /usr abgelegt werden oder im Wurzelverzeichnis, ist danach ohne Belang.
- /bin → /usr/bin
- /sbin → /usr/sbin
- /lib → /usr/lib
- /lib64 → /usr/lib64

Im Beispiel wird aus /bin ein Symlink auf /usr/bin sowie /sbin auf /usr/sbin; dasselbe gilt für die /lib-Verzeichnisse. Manche Distributionen (z. B. Gentoo) gehen noch einen Schritt weiter und verlinken auch /sbin und /usr/sbin symbolisch auf /usr/bin. Das Zusammenlegen dieser Unterverzeichnisse, deren Dateien sich fortan unterhalb von /usr befinden, widerspricht zwar der im FHS definierten Trennung, die Umstellung ist allerdings für alte („legacy“) wie aktuelle Programme vollständig transparent.
Begründung für die Umstellung ist, neben der Tatsache, dass die Trennung gemäß FHS überflüssig geworden ist, vor allem die Vereinfachung in der Handhabung. So wird nicht nur die Übersichtlich- und Durchsuchbarkeit erhöht, sondern insbesondere auch die Anwendung für Sandboxes und Container vereinfacht.
Nach Solaris Ende 2010 und Fedora 2012 führten auch Arch und Ubuntu den Usrmerge durch. Bei Debian wird seit Version 10 (Buster) ein vereinheitlichtes Dateisystem ausgeliefert und ist voraussichtlich ab Version 13 (Trixie) vollständig umgesetzt. Gentoo hat Ende 2022 den Usrmerge für Nutzer eines systemd-Profils umgesetzt.